# 地域医療機能推進機構下関医療センター
地域医療機能推進機構下関医療センター（ちいきいりょうきのうすいしんきこうしものせきいりょうセンター）は、独立行政法人地域医療機能推進機構 (JCHO) が山口県下関市上新地町に設置する病院。通称JCHO下関医療センター（ジェイコーしものせきいりょうセンター）。

## 概要
1950年（昭和25年）に厚生年金病院の一つ社会保険下関厚生病院として発足。全国社会保険協会連合会への経営委託期間を経て、2008年（平成20年）に運営管理が社会保険庁から年金・健康保険福祉施設整理機構（RFO）に移管され、2014年のJCHO発足時に現在の病院名に改められた。
2024年（令和6年）に下関市が「新下関市立病院に関する基本構想」を策定。下関市立市民病院（下関市向洋町）と統合の上、2029年度を目標年度として、JR幡生駅に隣接する幡生操車場跡地（市有地）に新たな市立病院の開設を目指すことになった。

## 診療科
（この節の出典）
- 消化器内科
- 循環器内科
- 血液内科
- 糖尿病・内分泌内科
- 総合診療科
- 脳神経内科
- 呼吸器内科
- 緩和ケア内科
- 消化器外科
- 脳神経外科
- 血管外科
- 整形外科
- 泌尿器科
- 耳鼻咽喉科
- 皮膚科
- 婦人科
- 歯科口腔外科
- 放射線科
- 麻酔科
- 病理診断科
- 眼科（アイセンター）
- 脳・神経センター
- 脳卒中センター
- 血液浄化センター
- 内視鏡センター
- 肝臓病センター
- 治験支援センター
- 看護外来
- がん相談窓口

## 医療機関の指定・認定
（下表の出典）
| 保険医療機関                                             | 労災保険指定医療機関                 |
| 指定自立支援医療機関（更生医療）                         | 臨床研修病院                         |
| 指定自立支援医療機関（育成医療）                         | 指定自立支援医療機関（精神通院医療） |
| 身体障害者福祉法指定医の配置されている医療機関           | 生活保護法指定医療機関               |
| 特定疾患治療研究事業委託医療機関                         | 結核指定医療機関                     |
| 指定小児慢性特定疾病医療機関                             | 在宅療養後方支援病院                 |
| 難病の患者に対する医療等に関する法律に基づく指定医療機関 | DPC対象病院                          |
| 原子爆弾被害者一般疾病医療取扱医療機関                   | 地域医療支援病院                     |

- 救急告示病院（二次救急）[5]
- 公益財団法人日本医療機能評価機構認定病院[6]
- このほか、各種法令による指定・認定病院であるとともに、各学会の認定施設でもある。

## 交通アクセス
- JR山陽本線「下関駅」よりサンデン交通バス乗車、「下関医療センター前」停留所下車[7]